# NGC 348
NGC 348 es una galaxia espiral de la constelación de Fénix. 
Fue descubierta el 3 de octubre de 1834	 por el astrónomo John Herschel.